# Wolf Engelbrecht von Auersperg
Wolf Engelbert z Auerspergu, hrabě z Gottschee (slovinsky Volf Engelbert Turjaški, německy Wolf Engelbrecht von Auersperg, Graf zu Gottschee, 22. prosince 1610, Žužemberk – 28. dubna 1673, Lublaň) byl rakouský šlechtic pocházející z kraňského rodu Auerspergů.

## Život a činnost
Narodil se v Seisenbergu, dnešním slovinském Žužemberku jako syn Dětřicha II. z Auerspergu (1578–1630) a jeho manželky Sidonie Gallové z Gallensteinu. Měl bratry Hervarta (1613–1668) a Jana Vajkarta (1615–1677).
Působil jako nejvyšší komorník, dědičný maršál a státní rada Kraňského vévodství a Slavonie. Pro svůj rod získal kraňské hrabství Gottschee (Kočevje). Zde byl vybudován reprezentativní zámek a hrabství se roku 1653 stalo centrem auersperského majorátu.
Wolf Engelbert zemřel bezdětný, proto hrabství připadlo jeho mladšímu bratru, bývalému císařskému ministrovi Johannu Weikhardovi.